# André Chênebenoit
André Chênebenoit, né le 5 janvier 1895 à Soissons et mort le 25 février 1974 à Château-Landon, a été rédacteur en chef du journal Le Monde de sa création en décembre 1944 jusqu'à sa retraite en 1966. Il est aussi président d'honneur de la société des rédacteurs du Monde de 1951 à 1952 et démissionne de cette présidence en mai 1952 à la suite de la place qu'il accorde dans le journal au faux rapport Fechteler.

## Biographie
André Chênebenoit naît en 1895 à Soissons. Il est diplômé de l'école des sciences politiques, il sert dans l'aviation pendant la Première Guerre mondiale et est décoré de la croix de guerre et de la légion d'honneur. Avocat au lendemain de la guerre, il travaille comme attaché au cabinet de Raymond Poincaré. Entré au journal le Temps en 1924, il en est secrétaire général de rédaction jusqu'en novembre 1942. Il regroupe en décembre 1944 les anciens rédacteurs du journal Le Temps et apporte son concours à Hubert Beuve-Méry pour créer le journal Le Monde où il devient rédacteur en chef. Il devient aussi président d'honneur de la société des rédacteurs du Monde, de 1951 à 1952, et démissionne de cette fonction en mai 1952 à la suite du faux rapport Fechteler,.  
Le 10 mai 1952, il annonce en effet en une de ce quotidien une pleine page à l'intérieur consacrée à ce prétendu rapport Fechteler qui lui paraît « présenter de sérieuses garanties d’authenticité ». Le document en question lui a été remis par Jacques Bloch-Morhange, un personnage trouble, gaulliste anticonformiste, qui lui assure que ce rapport secret, aurait été émis par l’amiral américain William Fechteler, alors patron de l’United States Navy, et aurait été intercepté par les Britanniques, mais qu’il a pu en faire une copie. Ce texte fait l’effet d’une bombe : l’amiral y estimerait que l’Europe ne pourrait pas être défendue en cas d’agression soviétique et qu’il faudrait s’appuyer sur les pays arabes pour préparer sa reconquête. Autant dire que cette information renforce le bien-fondé de la ligne neutraliste défendue par une partie de la rédaction du Monde. Les Américains et les Britanniques, eux, affirment que c’est un faux. Puis un journal néerlandais, Algemeen Handelsblad, révèle que ce fameux rapport est un copié-collé un peu actualisé d’un article d’un obscur officier de la marine américaine, et non de  William Fechteler, publié en septembre 1950, dans une revue navale. 
Il prend sa retraite en 1966. Il meurt le 24 février 1974  à Château-Landon,.
Peu connu, il est cependant parfois cité pour quelques-unes de ses affirmations, comme lors du festival de Cannes, édition 2014, par une ancienne collaboratrice du journal, Yvonne Baby : « Le Monde ne reprend jamais d'informations d'un autre journal. Ce sont les autres journaux qui reprennent les informations du Monde ».